# Fietssnelweg F16
De fietssnelweg F16 Lier-Lint (ook bekend als fietsostrade F16) is een fietssnelweg die Lier met Lint verbindt, over een afstand van 6 km.
De fietssnelweg was al sinds 2015 befietsbaar van Lint tot aan het Galgeveld, aan de rand van Lier. Sedert 1 oktober 2022 is de F16 aangesloten op de fietssnelweg F11 naar Boechout en Antwerpen, via een fietskruispunt aan de fietstunnel onder de Ring van Lier. Van daaruit loopt een fietsbrug over het station van Lier. Later is via het station van Lier aansluiting voorzien op de fietssnelwegen F103 naar Herentals en F104 richting Aarschot. Elders in Lier vertrekt ook de F17 richting Boom.
De route loopt van oost (Lier) naar west (Lint), grotendeels langs de spoorlijn 13 van Lier naar Kontich. De route vertrekt tot 2021 vanuit de (autoluwe) Tuinweg in Lier, en maakt aan het kruispunt met Galgeveld de oversteek met de spoorlijn. Van daar begint het eigenlijke fietspad richting Lint. Daar buigt de fietssnelweg met de spoorlijn mee in noordelijke richting, en sluit bij het Station Kontich-Lint aan op fietssnelweg F1 van Antwerpen naar Brussel.